# الحصيبة
الحصيبة بلدية جزائرية في ولاية سيدي بلعباس شمال غرب الجزائر.